# Fargher
Fargher az Amerikai Egyesült Államok északnyugati részén, Oregon állam Sherman megyéjében elhelyezkedő kísértetváros.
Alapítója a Man-szigeti Arthur W. Fargher, aki 1878-ban érkezett Oregonba. A vasútállomás a Sherars híd közelében volt.

## Fordítás
- Ez a szócikk részben vagy egészben  a   Fargher, Oregon című angol Wikipédia-szócikk ezen változatának fordításán alapul.  Az eredeti cikk szerkesztőit annak laptörténete sorolja fel. Ez a jelzés csupán a megfogalmazás eredetét és a szerzői jogokat jelzi, nem szolgál a cikkben szereplő információk forrásmegjelöléseként.